# کایتو ایشیکاوا
کایتو ایشیکاوا (به انگلیسی: Kaito Ishikawa؛ زادهٔ ۱۳ اکتبر ۱۹۹۳) صدا پیشه و بازیگر اهل ژاپن است. وی از سال ۲۰۱۰ میلادی تاکنون مشغول فعالیت بوده‌است.